# تل ليلان

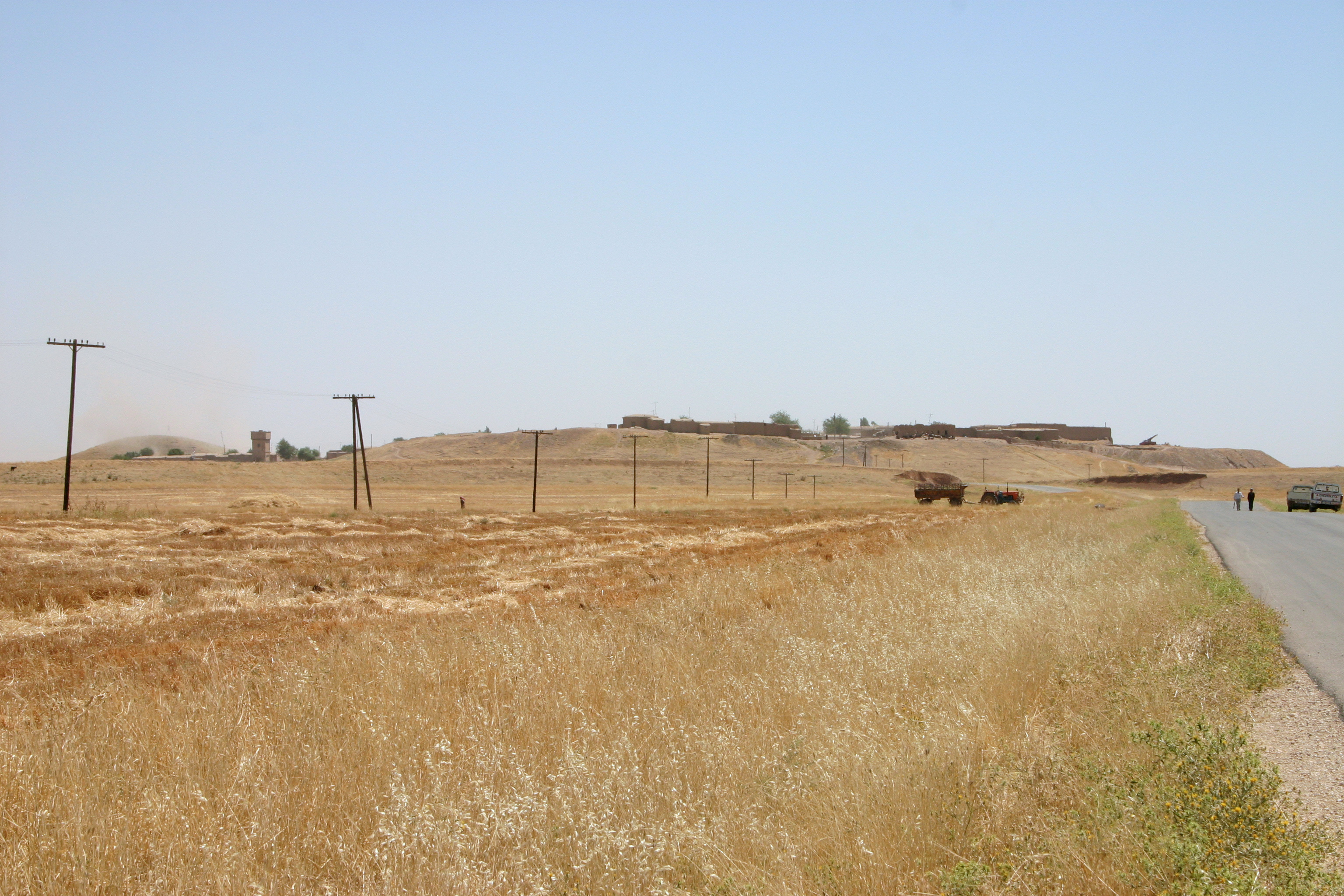

تل ليلان واسمها القديم  شُباط انليل تل أثري يقع إلى الجنوب الشرقي من القامشلي في سورية، يبعد عن القامشلي مسافة 25 كم في منطقة مثلث الخابور في محافظة الحسكة في سوريا، وهو عبارة عن مدينة أثرية تحدث عنها الرحالة مثل هرمز رسام 1878 وغيره.

## التنقيبات
بدأ التنقيب في الموقع عام 1978 م فأظهر طبقات يعود أقدمها إلى الألف السادس ق.م. واتضح سور المدينة ومنشآت معمارية كالمعبد والقصر ودور سكنية ونقوش وتزينات جميلة وخاصة في المعبد وأصناف وأعمدة على شكل جذوع النخيل وأعمدة حلزونية وتم اكتشاف رقما طينية هامة ورسائل بين مدينة تل ليلان وغيرها من الممالك والمدن في منطقة الجزيرة السورية في العصور القديمة ومن المكتشفات أختام أسطوانية وآثار فخارية كثيرة مختلفة كل ذلك جعل تل ليلان من أشهر التلال الأثرية في سوريا.
وكان الملك الآشوري (شمشي آدد (1745-1712 ق.م)والذي ينتمي لأسرة أمورية، قد بدأ حكمه في مدينة (شباط إنليل) تل ليلان ثم انتقل إلى مدينة آشور ولقب نفسه (ملك الكل) بيكون وهو من مؤسسي المملكة الآشورية القديمة